# Premio Wolf per la medicina
Il premio Wolf per la medicina è un premio assegnato annualmente dalla fondazione Wolf. È una delle sei categorie dei Premi Wolf riconosciuti dalla fondazione e assegnati dal 1978.

## Vincitori del premio Wolf per la medicina
| Anno      | Vincitore                                | Nazionalità                                            | Menzione |
| --------- | ---------------------------------------- | ------------------------------------------------------ | --- |
| 1978      | George D. Snell                          | Stati Uniti                                            | per la scoperta di antigeni H-2, che codificano per antigeni trapianto principali e l'inizio della risposta immunitaria. |
| 1978      | Jean Dausset                             | Francia                                                | per aver scoperto il sistema HL-Un, il complesso maggiore di istocompatibilità nell'uomo e il suo ruolo primordiale nel trapianto di organi. |
| 1978      | Jon J. van Rood                          | Paesi Bassi                                            | per il suo contributo alla comprensione della complessità del sistema HL-Un nell'uomo e le sue implicazioni nel trapianto e nella malattia. |
| 1979      | Roger Wolcott Sperry                     | Stati Uniti                                            | per gli studi sulla differenziazione funzionale degli emisferi destro e sinistro del cervello. |
| 1979      | Arvid Carlsson                           | Svezia                                                 | per il suo lavoro che ha stabilito il ruolo della dopamina come neurotrasmettitore. |
| 1979      | Oleh Hornykiewicz                        | Austria                                                | per aver aperto ad un nuovo approccio al controllo del morbo di Parkinson da L-Dopa. |
| 1980      | César Milstein Leo Sachs James L. Gowans | Argentina / Regno Unito Germania / Israele Regno Unito | per il loro contributo alla conoscenza della funzione e disfunzione delle cellule del corpo attraverso i loro studi sul ruolo immunologica dei linfociti, lo sviluppo di anticorpi specifici e la spiegazione dei meccanismi che disciplinano il controllo e la differenziazione delle cellule normali e tumorali. |
| 1981      | Barbara McClintock                       | Stati Uniti                                            | per i suoi contributi creativi e importanti per la nostra comprensione del comportamento e della funzione della struttura cromosomi, e per la sua identificazione e la descrizione di trasponibile genetica (mobile) elementi.                                                                                     |
| 1981      | Stanley Cohen                            | Stati Uniti                                            | per i suoi concetti base di ingegneria genetica, per costruire un plasmide ibrido biologicamente funzionale, e per raggiungere l'espressione effettiva di un gene estraneo impiantato in E. coli con il metodo del DNA ricombinanto.                                                                               |
| 1982      | Jean-Pierre Changeux                     | Francia                                                | per l'isolamento, la purificazione e la caratterizzazione del recettore dell'acetilcolina. |
| 1982      | Solomon H. Snyder                        | Stati Uniti                                            | per lo sviluppo dei modi per etichettare neurotrasmettitori che forniscono strumenti per descrivere le loro proprietà. |
| 1982      | James W. Black                           | Regno Unito                                            | per lo sviluppo di agenti che bloccano i recettori beta adrenergici e istaminici. |
| 1983-1984 | non assegnato                            |                                                        | |
| 1984-1985 | Donald Steiner                           | Stati Uniti                                            | per le sue scoperte in materia di bio-sintesi e l'elaborazione di insulina, che hanno avuto profonde implicazioni per la biologia di base e della medicina clinica. |
| 1986      | Osamu Hayaishi                           | Stati Uniti / Giappone                                 | per la scoperta degli enzimi ossigenasi e la spiegazione della loro struttura ed importanza biologica. |
| 1987      | Pedro Cuatrecasas Meir Wilchek           | Spagna / Stati Uniti Israele                           | per l'invenzione e lo sviluppo di cromatografia di affinità e le sue applicazioni alle scienze biomediche. |
| 1988      | Henri G. Hers Elizabeth F. Neufeld       | Belgio Stati Uniti                                     | per la spiegazione biochimica delle malattie da accumulo di lisosomiale e dei contributi risultanti alla biologia, patologia, la diagnosi prenatale e terapie. |
| 1989      | John Gurdon                              | Regno Unito                                            | per la sua introduzione del oocita di Xenopus in biologia molecolare e la dimostrazione che il nucleo di una cellula differenziata e dell'uovo differiscono nella formulazione ma non nel contenuto di materiale genetico genetico.                                                                                |
| 1989      | Edward Bok Lewis                         | Stati Uniti                                            | per la sua dimostrazione ed esplorazione del controllo genetico dello sviluppo di segmenti corporei da geni omeotici. |
| 1990      | Maclyn McCarty                           | Stati Uniti                                            | per la sua parte alla dimostrazione che il fattore di trasformazione nei batteri è dovuto all'acido desossiribonucleico (DNA) e la scoperta concomitante che il materiale genetico è costituito da DNA. |
| 1991      | Seymour Benzer                           | Stati Uniti                                            | per aver generato un nuovo campo di neurogenetica molecolare con la sua ricerca pionieristica sulla dissezione del sistema nervoso e il comportamento da mutazione del gene. |
| 1992      | Judah Folkman                            | Stati Uniti                                            | per le sue scoperte dalle quali è nato e si è sviluppato il concetto del campo della ricerca angiogenesi. |
| 1993      | non assegnato                            |                                                        | |
| 1994-1995 | Michael J. Berridge Yasutomi Nishizuka   | Regno Unito Giappone                                   | per le loro scoperte riguardanti la transmembrana cellulare di segnalazione che coinvolgono fosfolipidi e calcio. |
| 1995-1996 | Stanley B. Prusiner                      | Stati Uniti                                            | per la scoperta dei prioni, una nuova classe di agenti patogeni che causano importanti malattie neurodegenerative inducendo cambiamenti nella struttura delle proteine. |
| 1997      | Mary Frances Lyon                        | Regno Unito                                            | per la sua ipotesi riguardante l'inattivazione casuale di cromosomi X nei mammiferi. |
| 1998      | Michael Sela Ruth Arnon                  | Israele                                                | per le loro scoperte importanti nel campo della immunologia. |
| 1999      | Eric Richard Kandel                      | Austria / Stati Uniti                                  | per la spiegazione dei organismico, meccanismi cellulari e molecolari la quale memoria a breve termine viene convertita in una forma a lungo termine. |
| 2000      | non assegnato                            |                                                        | |
| 2001      | Avram Hershko Alexander Varshavsky       | Ungheria / Israele Russia / Stati Uniti                | per la scoperta del sistema dell'ubiquitina di degradazione delle proteine intracellulari e le funzioni fondamentali di questo sistema di regolazione cellulare. |
| 2002-2003 | Ralph L. Brinster                        | Stati Uniti                                            | per lo sviluppo di procedure per manipolare ovuli ed embrioni di topo, che ha consentito la transgenesi e sulle sue applicazioni nei topi. |
| 2002-2003 | Mario Renato Capecchi Oliver Smithies    | Italia / Stati Uniti Regno Unito / Stati Uniti         | per il loro contributo allo sviluppo di gene-targeting, consentendo delucidazione della funzione del gene in topi. |
| 2004      | Robert A. Weinberg                       | Stati Uniti                                            | per la sua scoperta che le cellule tumorali, comprese le cellule tumorali umane, portano geni oncogeni mutati somaticamente che operano a guidare la loro proliferazione maligna. |
| 2004      | Roger Yonchien Tsien                     | Cina / Stati Uniti                                     | per il suo contributo fondamentale per l'applicazione e progettazione biologica di nuove molecole fluorescenti e fotolabili per analizzare e perturbare la trasduzione del segnale delle cellule . |
| 2005      | Alexander Levitzki                       | Israele                                                | per la terapia pionieristica di trasduzione del segnale e per lo sviluppo di inibitori della tirosina chinasi come agenti efficaci contro il cancro e una serie di altre malattie. |
| 2005      | Anthony R. Hunter                        | Regno Unito / Stati Uniti                              | per la scoperta della proteina chinasi che fosforila residui tirosinici di proteine, importanti per la regolazione di una vasta gamma di eventi cellulari, tra cui la trasformazione maligna. |
| 2005      | Anthony J. Pawson                        | Regno Unito / Canada                                   | per la scoperta di domini di proteine essenziali per mediare interazioni proteina-proteina nella trasmissione di segnale cellulare, e le intuizioni che questa ricerca ha fornito per il cancro. |
| 2006-2007 | non assegnato                            |                                                        | |
| 2008      | Howard Cedar Aharon Razin                | Israele / Stati Uniti Israele                          | per il loro contributo fondamentale per la nostra comprensione del ruolo della metilazione del DNA nel controllo dell'espressione genica. |
| 2009      | non assegnato                            |                                                        | |
| 2010      | Axel Ullrich                             | Germania                                               | per la ricerca innovativa sul cancro che ha portato allo sviluppo di nuovi farmaci. |
| 2011      | Shinya Yamanaka Rudolf Jaenisch          | Giappone Stati Uniti                                   | per la generazione di cellule staminali pluripotenti indotte (cellule iPS) a partire da cellule della pelle (SY) e la dimostrazione che le cellule iPS possono essere utilizzate per curare malattie genetiche in un mammifero, stabilendo così il loro potenziale terapeutico (RJ).                               |
| 2012      | Ronald M. Evans                          | Stati Uniti                                            | per la scoperta dei recettori del gene super-famiglia a codifica nucleare ed il chiarimento del meccanismo di azione di questa classe di recettori. |
| 2013      | non assegnato                            |                                                        | |
| 2014      | Nahum Sonenberg                          | Israele/ Canada                                        | per la sua scoperta delle proteine che controllano il meccanismo di espressione della proteina ed il loro funzionamento. |
| 2014      | Gary Ruvkun Victor Ambros                | Stati Uniti                                            | per la scoperta delle micro molecole di RNA che svolgono un ruolo chiave nell'espressione genica nei processi naturali e nello sviluppo della malattia. |
| 2015      | John Kappler                             | Stati Uniti                                            | per i loro importanti contributi alla comprensione delle principali molecole antigene-specifiche, del recettore dei linfociti T per antigene e anticorpi e di come tali molecole partecipano al riconoscimento immunitario e alla funzione effettrice.                                                             |
| 2015      | Philippa Marrack                         | Stati Uniti                                            | per i loro importanti contributi alla comprensione delle principali molecole antigene-specifiche, del recettore dei linfociti T per antigene e anticorpi e di come tali molecole partecipano al riconoscimento immunitario e alla funzione effettrice.                                                             |
| 2015      | Jeffrey Ravetch                          | Stati Uniti                                            | |
| 2016      | C. Ronald Kahn                           | Stati Uniti                                            | per i suoi studi pioneristici sulla segnalazione dell'insulina e le sue alterazioni nella malattia. |
| 2016      | Lewis C. Cantley                         | Stati Uniti                                            | per la sua scoperta della fosfoinositide-3 chinasi e del loro ruolo nella fisiologia e nella malattia. |
| 2017      | James Patrick Allison                    | Stati Uniti                                            | per la sua scoperta della barriera del controllo immunitario nella cura contro il cancro. |
| 2018      | non assegnato                            |                                                        | |
| 2019      | Jeffrey M. Friedman                      | Stati Uniti                                            | per la sua scoperta della leptina e del sistema endocrino completamente nuovo che controlla il peso corporeo. |
| 2020      | Emmanuelle Charpentier                   | Francia                                                | per la decifrazione e riutilizzazione del sistema immunitario batterico CRISPR/Cas9 per la modifica del genoma. |
| 2020      | Jennifer Doudna                          | Stati Uniti                                            | per aver rivelato il meccanismo rivoluzionario della medicina dell'immunità batterica tramite la modifica del genoma guidato dall'RNA. |
| 2021      | Joan Steitz                              | Stati Uniti                                            | per i suoi numerosi contributi fondamentali nel campo della biologia dell'RNA. |
| 2021      | Lynne Elizabeth Maquat                   | Stati Uniti                                            | per la sua scoperta di un meccanismo che distrugge l'RNA messaggero mutante nelle cellule. |
| 2021      | Adrian Krainer                           | Uruguay Stati Uniti                                    | per le sue fondamentali scoperte meccanicistiche sullo splicing dell'RNA che hanno portato al primo trattamento al mondo per atrofia muscolare spinale. |
| 2022      | non assegnato                            |                                                        | |
| 2023      | Daniel Drucker                           | Canada                                                 | per il suo lavoro pionieristico nel chiarire i meccanismi e il potenziale terapeutico degli ormoni enteroendocrini. |
| 2024      | Botond Roska José-Alain Sahel            | Ungheria / Svizzera; Francia Stati Uniti               | per il salvataggio e il ripristino della vista nei non vedenti che utilizzano l'optogenetica. |
| 2025      | Pamela Bjorkman                          | Stati Uniti                                            | per le sue strategie innovative pionieristiche per superare le difese virali attraverso nuovi approcci focalizzati sugli anticorpi |